# Manuela del Sagrado Corazón
Manuela Arriola Uranga (Ondárroa, 29 de diciembre de 1891-Madrid, 10 de noviembre de 1936), más conocida como Manuela del Sagrado Corazón, fue una religiosa española, una de las veintitrés Adoratrices del Santísimo Sacramento asesinadas durante la persecución religiosa, que se desencadenó en tiempos de la Guerra Civil Española. Fue beatificada por el papa Benedicto XVI el 28 de octubre de 2007.

## Biografía
Manuela Arriola Uranga nació el 29 de diciembre de 1891 en Ondárroa, (Vizcaya-España). Ingresó al noviciado de las Adoratrices del Santísimo Sacramento de Madrid el 12 de noviembre de 1916, donde cambió su nombre por el Manuela del Sagrado corazón. Allí hizo su profesión el 19 de mayo de 1924. Le fue confiada la formación de las nuevas religiosas y se dedicó a la enseñanza, hasta su elección como secretaria general de la Congregación, en 1929.
Al estalla la guerra civil española en 1936, el convento de las Adoratrices de Madrid fue incautado (28 de julio), para destinarlo a hospital de sangre. Las religiosas tuvieron que alquilar un piso, donde permanecieron hasta el 9 de noviembre del mismo año, día en el que fueron arrestadas por los milicianos y llevadas a las tapias del cementerio de la Almudena. Allí fueron fusilada en la madrugada del 10 de noviembre. En total eran unas veintitrés religiosas a la cabeza de las cuales se encontraba Manuela. Su cuerpo fue sepultado en el panteón de las Adoratrices del cementerio de la Almudena.

## Culto
Manuela del Sagrado Corazón se encuentra a la cabeza del grupo de las veintitrés religiosas Adoratrices del Santísimo Sacramento, quienes inmediatamente después de su muerte gozaron de fama de santidad. El proceso de beatificación fue iniciado el 18 de enero de 1954, a partir de entonces se le reconoció con el título de sierva de Dios. Entre los testigos del proceso se encontraba el chófer del camión que las trasladó al lugar donde fueron fusiladas, quien quedó impresionado por el testimonio de las religiosas.
Manuela del sagrado Corazón y sus veintidós compañeras mártires fueron beatificadas por el papa Benedicto XVI en la masiva ceremonia de beatificación celebrada en la plaza de San Pedro en la Ciudad del Vaticano, el 28 de octubre de 2007. En dicha ceremonia se elevó a los altares a 498 víctimas de la Guerra Civil de España del siglo XX.
Los restos mortales de Manuela fueron exhumados en el cementerio de la Almudena y trasladados a la capilla de la casa madre de las Adoratrices en Madrid. En el calendario universal de la Iglesia católica se celebra su memoria el 6 de noviembre, mientras que las Adoratrices la conmemoran el 10 de noviembre, día de su martirio.